# Max Schmeling (filme)
Max Schmeling (bra O Campeão de Hitler) é um filme croato-alemão de 2010, do gênero drama biográfico, dirigido por Uwe Boll.

## Sinopse
O filme é baseado em fatos reais sobre um período da vida do boxeador alemão Max Schmeling. Inicia-se durante a Batalha de Creta na Segunda Guerra Mundial, quando ele, então paraquedista, é dado como morto mas reaparece ferido. Recebe a missão de escoltar um prisioneiro britânico. Durante o trajeto, relembra sua vida de boxeador a partir da consquista do título mundial dos pesos pesados contra Jack Sharkey em 1930, suas lutas contra Joe Louis, seu casamento com a atriz Anny Ondra e sua casa na Pomerânia.

## Elenco
- Henry Maske .... Max Schmeling
- Heino Ferch .... Max Machon, treinador
- Susanne Wuest .... Anny Ondra
- Vladimir Weigl .... Joe Jacobs, empresário
- Arved Birnbaum .... Hans von Tschammer und Osten
- Christian Kahrmann .... Lehmann, membro do gabinete de Hitler
- Yoan Pablo Hernández .... Joe Louis

## Produção
Filmado em locação na Alemanha e Croácia, especialmente em Zagreb.